# 11718 Hayward
A 11718 Hayward (ideiglenes jelöléssel 1998 HD95) a Naprendszer kisbolygóövében található aszteroida. A LINEAR projekt keretében fedezték fel 1998. április 21-én.